# Pietro Capra
Pietro Capra (Lodi, 21 maggio 1911 – ...) è stato un calciatore italiano, di ruolo portiere.

## Biografia
Fratello maggiore del più conosciuto Egidio Capra e per questo chiamato Capra I.

## Carriera
Ha disputato sei stagioni in Prima Divisione a difesa della porta del Fanfulla di Lodi, sua città natale, chiudendo poi la carriera nella Redaelli di Rogoredo.